# Aguilera, Sayula de Alemán
Aguilera är en ort i Mexiko.   Den ligger i kommunen Sayula de Alemán och delstaten Veracruz, i den sydöstra delen av landet, 500 km öster om huvudstaden Mexico City. Aguilera ligger 125 meter över havet och antalet invånare är 3 260.
Terrängen runt Aguilera är huvudsakligen platt. Aguilera ligger uppe på en höjd. Runt Aguilera är det ganska glesbefolkat, med 38 invånare per kvadratkilometer. Närmaste större samhälle är Acayucan, 18,8 km nordost om Aguilera. Omgivningarna runt Aguilera är en mosaik av jordbruksmark och naturlig växtlighet.